# Пинскер, Лев Семёнович
Леон (Йехуда Лейб) Пинскер или Лео Пинскер, Лев Семёнович Пинскер (ивр. יהודה לייב פינסקר‎; 13 [25] декабря 1821, Томашов, Люблинское воеводство, Царство Польское, Российская империя — 9 [21] декабря 1891, Одесса, Российская империя) — российский врач и философ еврейского происхождения, идеолог и деятель сионизма, лидер сионистского движения «Ховевей Цион».

## Биография
Йехуда Лейб Пинскер родился 13 (25) декабря 1821 года в городе Томашув-Любельский в семье еврейского педагога, писателя и археолога Симхи Шейвелевича Пинскера (1801—1864). Симха Пинскер был родом из Тернополя, был впоследствии приписан к одесским мещанам и в 1859 году получил личное почётное гражданство. Мать — Геня Рахиль Пинскер. В раннем детстве семья Лейба Пинскера переехала в Одессу, где он обучался в частной школе своего отца и позднее — в местной средней школе.
Получив среднее образование, Лейб Пинскер поступил в Ришельевский лицей на юридический факультет и стал одним из первых евреев, поступивших в высшее учебное заведение Российской империи. Во время студенчества Лейб был сторонником еврейского движения просвещения Хаскала и выступал за ассимиляцию евреев.
По окончании лицея, ему не разрешили работать адвокатом (евреям России было дано разрешение работать юристами только в 1864 году), Лейб Пинскер решил заняться преподавательской деятельностью. И. Г. Михневич указал, что после окончания Ришельевского лицея в 1844 году Лев Пинскер „продолжал учение по медицинскому факультету в Киевск. университете“. По данным „словаря Брокгауза и Ефрона“ он сначала преподавал русский язык в еврейской школе Кишинёва, а затем переехал в Москву, где учился на медицинском факультете Московского университета, который закончил в 1848 году. Действительно в „Отчёте Императорского Московского университета за 1846—1847 академический и 1847 гражданский годы“ указано, что Лев Пинскер учился на медицинском факультете Московского университета с 1843 года (был своекоштным студентом), однако указано, что в 1847 году ему было 23 года.
Стажировался в Германии и Австрии, где познакомился с лидерами Хаскалы.
Вернувшись в Одессу, Лейб Пинскер стал заниматься врачебной деятельностью. После начала Крымской войны в 1856 году ушёл на войну добровольцем и служил военным врачом в Русской армии, за что получил медаль.
В 1860—1862 годах был одним из основателей и редакторов журналов „Рассвет“ и „Сион“, издававшихся в Одессе. Позднее сотрудничал с издававшимся в Санкт-Петербурге в 1879—1883 годах журналом „Рассвет“, в котором в октябре 1882 года был опубликован перевод „Автоэмансипации“ на русский язык.

## Общественная деятельность
После Крымской войны Леон Пинскер стал заниматься общественной жизнью. В это время у него стали формироваться свои взгляды на еврейский вопрос в Российской империи. Он выступал за сотрудничество евреев и российского государства. Он считал, что у евреев есть две обязанности: помнить свою историю и свою родину в Палестине. Не поддерживая полной ассимиляции, он выступал за интеграцию евреев в российское общество. Иудаизм при этом должен был быть ограничен только лишь религиозной сферой. В 1864 году он посетил конференцию государств Германского союза, где получил поддержку своих взглядов.
В 1871 году в Одессе произошёл еврейский погром, и Леон Пинскер изменил своё мнение о положении евреев в Российской империи. Он стал утверждать, что евреи не могут рассчитывать на помощь со стороны российского общества. Первое время он считал, что одесский погром был только лишь местным явлением, поэтому вернулся к взглядам еврейского просвещения. В 1882 году российские власти значительно ограничили в правах еврейское население, после чего Леон Пинскер полностью изменил свои взгляды на отношения евреев и российского общества. В марте 1882 года он переехал в западную Европу, где его взгляды на еврейский вопрос значительно изменились в сторону радикализма. Отрицая теперь идеи культурной ассимиляции, Леон Пинскер стал считать, что евреи должны организовать своё собственное государство.
После возвращению в Российскую империю он нелегально издал на немецком языке брошюру-воззвание „Autoemancipation! Mahnruf an seine Stammesgenossen von einem russischen Juden“ (Автоэмансипация! Воззвание российского еврея к своему народу»).
Публикация «Автоэмансипации» вызвала широкий отклик среди европейских и российских евреев, что привело к возникновению движения «Ховевей Цион», выступавшего за создание собственного еврейского государства. В августе 1883 года Леон Пинскер встретился в Одессе с профессором Гейдельбергского университета Германом Шапирой и Максом Мандельштаммом из Киева, с которыми он позднее основал Ховевей Цион. С 6 по 11 ноября 1884 года в Катовице состоялся съезд, образовавший «Мазкерет Моше» (Общество Моше Монтефиоре). На этой конференции Леон Пинскер выступил за создание еврейских сельскохозяйственных поселений в Палестине. Руководителем одесского комитета этой организации стал Леон Пинскер. В Одессе он собирал пожертвования и помогал желавшим эмигрировать в Палестину.
В 1888 году Леон Пинскер подал в отставку и умер 9 (21) декабря 1891 года в Одессе от инфаркта миокарда.
В 1934 году гроб Леона Пинскера был перевезён в Палестину и захоронен на горе Скопус в Иерусалиме.

### Сочинение «Автоэмансипация»
В «Автоэмансипации» Леон Пинскер объясняет существование антисемитизма тремя причинами:
- Политические причины. Леон Пинскер утверждал, что отсутствие у евреев своей собственной страны и собственного правительства, приводит к постоянной враждебности со стороны других народов.
- Психологические причины. Представители других народов воспринимают евреев как чужих, и поэтому желают их уничтожить. Поскольку они не могут уничтожить евреев, другие народы начинают их бояться. Этот страх перед евреями Леон Пинскер назвал новым термином «иудеофобия». Иудеофобия, в свою очередь, вызывает антисемитизм, который является психозом.
- Экономические причины. Евреи на чужой территории имеют собственность, на которую претендуют другие, что также вызывает антисемитизм.

## Увековечение памяти
Лев Пинскер похоронен в Иерусалиме в «пещере Никанора» в Ботаническом саду на горе Скопус. После Войны за независимость Израиля гора Скопус оказалась анклавом на иорданской территории, и кладбище лидеров нации было создано на горе Герцля в западной части города.

## Семья
У Леона Пинскера был младший брат Осип и от второго брака отца на Шейндл (Шарлоте) Пинскер — ещё один брат Соломон (1845). Соломон Симхович (Семён Семёнович) Пинскер окончил Императорскую медико-хирургическую академию и служил военным врачом в Дагестанской области (в 1881—1886 годах — окружным врачом в Аварском ханстве); в 1887 году в Кишинёве он заключил брак с Марией Исааковной Флисфедер (вдовой внештатного врача-ординатора Кишинёвской еврейской больницы Д. И. Флисфедера).